# ボックスアウト

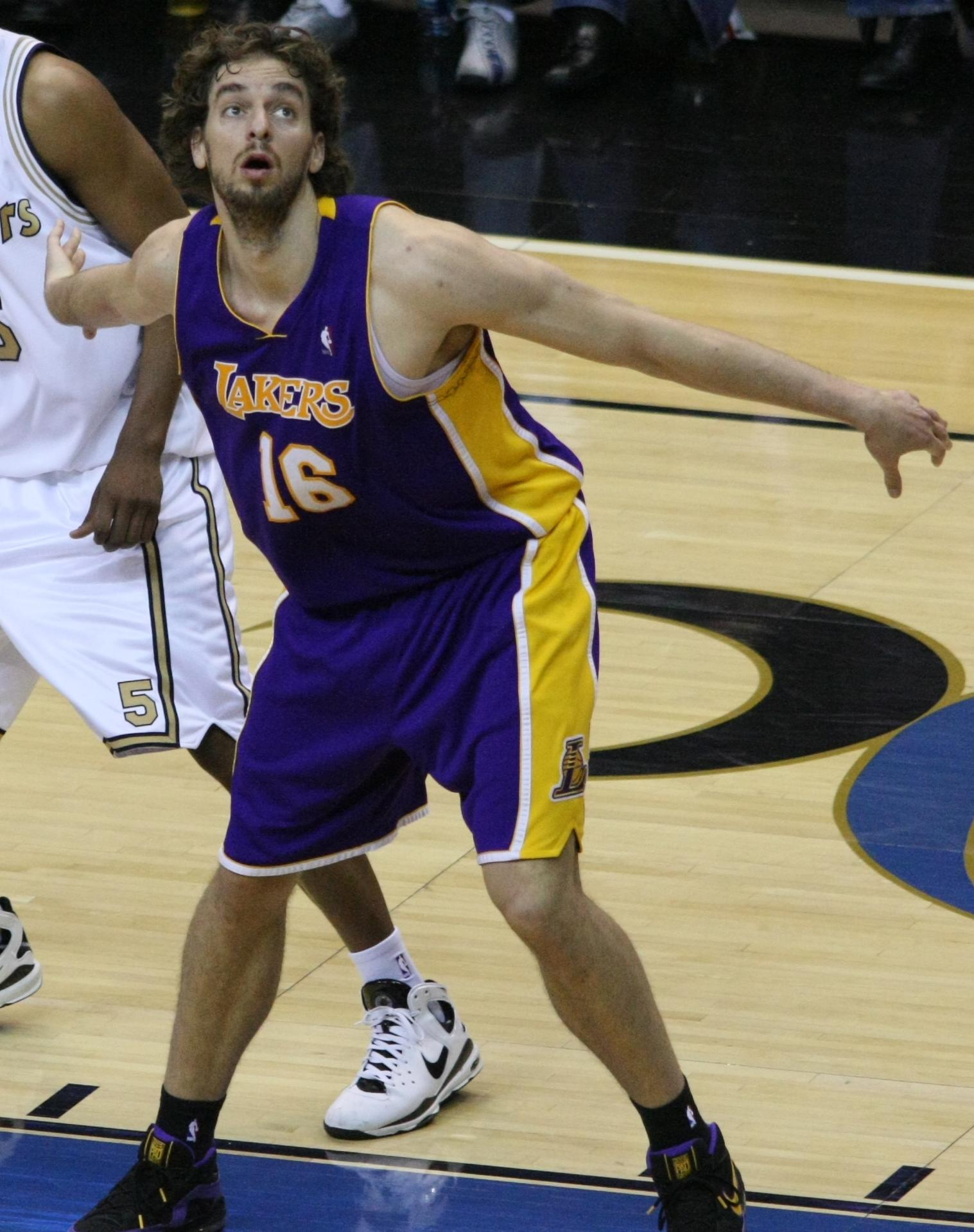
ボックスアウトをするパウ・ガソル

バスケットボールにおいてボックスアウト (Box out) とは、リバウンドに入る選手が、リバウンド好位置を保つために、ディフェンス姿勢で対面している相手に対して素早くターンして背中を向け足を広げ、腰を落とした姿勢で体を使ってブロックし、相手チームのプレーヤを押し出し、リング近傍のリバウンドの好位置に入れなくするプレー。スクリーンプレーの一種でもあり、スクリーンアウトとも呼ぶ。

## 技術的特徴
ディフェンス姿勢で対面している相手に対していかに素早くターンして背中を向け足を広げ、腰を落としリバウンドを狙える体勢を取れかが鍵となる。またボックスアウトを行う際には、ルーズボールファウルを取られる場合も多く、体の使い方に注意が必要である。

## リバウンドの名手
- NBAプレーヤーでは、ティム・ダンカン等が有名である。

## 練習法
ボックスアウトの練習法としては、ディフェンス姿勢で対面している相手に対して素早くターンして背中を向け足を広げ、腰を落とした姿勢を取れるよう練習する。